# 政策プランナー
政策プランナー（せいさく－）とは、主に公共政策分野（主に都市計画、まちづくり）などの分野において政策提言や地域振興のサポート・コンサルティングをする専門家のことである。

## 新しく登場した政策プランナーという人々
今日、政策プランナーを称する人々としては大学教員や公務員、コンサルティング企業、NPO出身者などがいる。一種の自称に基づく肩書きとして官庁、大学、NPOなど既存の組織を基盤として活動している者と、フリーで活動し職業として政策プランナーを称しているものと二つわかれる。但し、職業としては一般的な職種というには程遠く、専門家としての育成も社会全体としては未だ不十分な分野でもある。

## 政策プランナー育成の状況
今日、職種として政策プランナーという呼称が確立されているわけではない。呼称そのものも、最近では政策アナリスト、インキュベーターなど人により肩書きとして若干の差異があるなど、自称的側面が強い。これは公共政策というものが未だ政治行政分野或いはシンクタンクやコンサルタント企業を中心とした既存の機関・組織を中心に立案されていることから、独自の職種として確立するに至っていないということが背景にある。
但し、昨今は政策プランナーの役割が大きく問われる情勢へと向かいつつある。その大きな背景としては、今日の日本において構造改革の流れもあり、「地方にできることは地方に、民間にできることは民間に」という小泉首相のキャッチフレーズにもあるように、官＝公的なもの、民＝私的なものという既成概念が崩れ、官民がともに公共性を共有する社会基盤が着々整いつつある。これにともない、政治家や行政官のみならず、NPOや市民が直接的間接的に政策決定過程に関与する道が開けてきた。
殊に地方自治の分野ではそれが顕著である。地方分権化の流れは市民参加の機会を広げることにもなり、ワークショップや市民マニフェストなど市民が自主的に行政の政策立案に関与する風潮も高まりつつある。しかし、市民においても、およそ民間において政策立案に従事したことのない人々の方が多く、必ずしも政策立案能力を有する人々ばかりではない。そこで、問われるのが政策立案に一定の知識やスキルをもった政策プランナーという存在である。民間のシンクタンクやコンサルタントとして政策立案に関与してきた人々、或いは行政官を退職した人々、地域のインフラ整備に活躍しているNPO職員などが主な政策プランナーの輩出基盤となり、行政や市民からの要請により、地方自治の世界において政策提言やアドバイザー的役割を果たしている事例が見受けられるようになってきつつある。
また、近年では大学教育の場においても政策プランナーとしての育成の基盤が整備されつつある。その代表的な例としてあげられるのが公共政策大学院である。公共政策大学院では公務員やシンクタンク、コンサルタントといった既存の政策立案のプロフェッショナルのみならず、NPOなど市民活動の中で政策スキルを持った人材を育成しており、いわば政策プランナー育成の拠点としての役割を果たしている。
また、政策プランナーを育成するのは大学院レベルだけではない。4年制大学の学部教育の場でも政策プランナー養成を掲げるところが見受けられる。このことからも、今後、政策プランナーという政策情報の知識や政策立案スキルのある専門家が登場する基盤も整備されつつあるといえよう。
また、最近は専門家のみならず、広く一般開放されたセミナーも多く開催されており、今後、益々政策プランナーを育成していく基盤は形成されてくることと思われる。例えば、国内の政策系シンクタンクの代表格である特殊法人等総合研究開発機構(NIRA)においても公共政策セミナーが開催されるようになった他、NPO法人　大前研一の政策学校　一新塾においても政策立案及び政策提言能力の修得を目指す人々の育成に努めているなどの事例も見られる。
但し、政策プランナーという職種が確立するまでには、まだ時間を要することが考えられる。ひとつは社会的に政策プランナーという職種・業務に対する必要性が一般的には認識されていないこと、信頼を得る上での実績がまだないことも大きな理由である。その意味では、政策プランナーが日本において定着するにはまだ時間がかかるものと思われる。